# Marla Heasley
Pour les articles homonymes, voir Marla.
Marla J. Heasley est une actrice américaine née le 4 septembre 1959 à Hollywood en Californie aux États-Unis.

## Agence Tous Risques
Elle est surtout connue pour avoir interprété le rôle de Tawnia Baker dans la série Agence tous risques.
Elle apparait dans l’épisode 4 de la saison 2 Immigration clandestine
Elle intègre la série, à partir du 15e épisode de la saison 2 Tirez sur le Cheik, en remplacement de Melinda Culea.
Elle quittera la série au tout début de la saison 3, à la fin du 3e épisode Au-delà de la rivière.
L'une des raisons qui explique son départ est que George Peppard estimait que la série n'avait pas besoin de la présence d'une star féminine.[réf. nécessaire]

## Filmographie
- 1980 : Galactica 1980 (série télévisée) : Lieutenant Nancy Trent  (Saison 1, Épisode 6)
- 1982 : The Quest (série télévisée) : Rôle Inconnu (Saison 1, Épisode 5)
- 1983 : Hooker (série télévisée) : Joan (Saison 3, Épisode 2)
- 1983 : Agence tous risques (série télévisée) : Cherise (Saison 2, Épisode 4)

Tawnia Baker (Saison 2, Épisodes 15-16-17-18-19-21-23)
Tawnia Baker (Saison 3, Episodes 2-3)
- 1984 : Riptide (Série TV) : Chrystal White (Saison 1, Épisode 1)
- 1984 : Mike Hammer (série télévisée) : Allison (Saison 1, Épisode 6)
- 1985 : La croisière s'amuse (série télévisée) : Lisa Baxter (Saison 8, Épisode 21)
- 1988 : Born To Race (Film TV) de James Fargo : Andréa Lombardo
- 1988 : Police 2000 (série télévisée) : Liz Pedstone (Saison 1, Épisode 9)
- 1991 : La Chanteuse et le Milliardaire (Film TV) de Jerry Rees : Sheila
- 1993 : Amore ! (Film TV) de Lorenzo Doumani : Marge Apple

## Vie privée
Elle est mariée avec Christopher Harriman depuis le 1er mars 2001